# (32107) Ylitalo
(32107) Ylitalo est un astéroïde de la ceinture principale.

## Description
(32107) Ylitalo est un astéroïde de la ceinture principale. Il fut découvert le 27 mai 2000 à Socorro (Nouveau-Mexique) par le projet LINEAR. Il présente une orbite caractérisée par un demi-grand axe de 2,30 UA, une excentricité de 0,04 et une inclinaison de 3,9° par rapport à l'écliptique.

## Compléments